# Jennings, Louisiana
Jennings är administrativ huvudort i Jefferson Davis Parish i Louisiana. Orten har fått sitt namn efter järnvägsingenjören Jennings McComb. Vid 2010 års folkräkning hade Jennings 10 383 invånare.

## Kända personer från Jennings
- Pat Rapp, basebollspelare